# Val Germanasca
Le val Germanasca (en italien valle Germanasca) est une vallée du Piémont située dans la ville métropolitaine de Turin qui est une dérivation du val Cluson et fait partie de la Comunità Montana Valli Chisone e Germanasca.

## Géographie
Le val Germanasca est une vallée latérale du val Chisone qui se situe au niveau de Perosa Argentina. Le val atteint une altitude de 1 500 m dans le bassin de Prali. Le val le long du parcours donne vie à diverses vallées latérales, dont la plus importante est le val Massello.
Le val Germanasca est parcouru par le torrent Germanasca, affluent en rive droite du Cluson.

### Centres habités
Les principales communes de la vallée sont Pomaretto, Perrero, Salza, Massello et Prali.

### Principaux sommets
Les principaux sommets sont les suivants :
- Gran Queyron - 3 060 m ;
- Bric Ghinivert - 3 037 m ;
- Mont Barifreddo - 3 028 m ;
- Mont Politri - 3 026 m ;
- Bric Rosso - 3 026 m ;
- Cima Frappier - 3 003 m ;
- Bric Bucie - 2 998 m ;
- Punta Vergia - 2 990 m ;
- Bric di Mezzogiorno - 2 986 m ;
- Mont Gran Mioul - 2 974 m ;
- Fea Nera - 2 946 m ;
- Mont Pignerol - 2 876 m ;
- Punta Cornour - 2 867 m ;
- Punta Cialancia - 2 855 m ;
- Punta Vallonetto - 2 786 m ;
- Monte Morefreddo - 2 769 m ;
- Punta Lausarot - 2 481 m ;
- Grand Truc - 2 366 m.

## Économie
L'économie du val repose essentiellement sur le tourisme et sur les mines de talc dont certaines sont encore actives.

### Tourisme
Le tourisme est développé surtout à Ghigo, frazione di Prali, ainsi qu'à un degré moindre dans le vallon de Massello. Le programme Scopriminiera permet de visiter certaines mines de talc.